# 稲葉威雄
稲葉 威雄（いなば たけお、1938年1月15日 - ）は、日本の元裁判官、弁護士（第一東京弁護士会、鳥飼総合法律事務所）。京都府京都市出身。

## 人物
京都大学法学部卒業。名古屋地方裁判所所長、広島高等裁判所長官などを歴任。専門は商法で、法務省（出向）時代には商法改正を手がけた。広島高裁退官後は、早稲田大学法科大学院客員教授として商法を担当していた。2003年に退官し、以後は弁護士。2005年商法改正には批判的で、「企業会計」（58巻6号）では、会社法立案担当者であった郡谷大輔と会社法の主要論点について議論の応酬を繰り広げた。

## 経歴
- 1960年 京都大学法学部卒業
- 1960年4月-1962年3月 司法修習（14期）
- 1962年 東京地方裁判所判事補任官
- 1972年 法務省民事局付検事
- 1981年 法務省民事局参事官
- 1985年 法務省大臣官房審議官（民事局担当）
- 1988年 東京高等裁判所判事
- 1992年 旭川地方・家庭裁判所所長
- 1994年 札幌地方裁判所所長
- 1995年 東京高等裁判所部総括判事
- 1998年 名古屋地方裁判所所長
- 2000年 広島高等裁判所長官
- 2003年1月 広島高等裁判所定年退官
- 2003年4月 帝京大学法学部教授
- 2003年5月 弁護士登録
- 2004年4月 早稲田大学大学院法務研究科客員教授
- 2008年3月 早稲田大学定年退職

## 著書
- 『会社法の基本を問う』（中央経済社、2006年）
- （宇佐見隆男・筧康生・永井紀昭・柳田幸三・吉戒修一との共編）『新訂版 実務相談 株式会社法』（1-5巻、商事法務研究会 1992年-1993年）

## 対談
- （郡谷大輔）「対談 会社法の主要論点をめぐって」（企業会計58巻6号、2006年）